# Campeonato Paranaense de Futebol de 1973
O Campeonato Paranaense de Futebol iniciado em 10 de fevereiro de 1973, representou a abertura da 59° edição do principal campeonato estadual, sendo organizado pela Federação Paranaense desta modalidade. 
Com a participação de doze clubes provenientes da capital e litoral e associados do interior do estado, o certame deste ano contabilizou 140 partidas oficiais e 355 gols marcados (média por jogo de 2,54) e o goleador foi José Roberto Marques, o Zé Roberto, com 15 tentos anotados para o Coritiba.
O Colorado E.C. abandonou o campeonato, temporariamente nesta edição, por não concordar com a escolha da federação ao clube que participaria do campeonato brasileiro, sendo o Atlético Paranaense o preterido pela F.P.F.. Mesmo sendo punido com a perda dos pontos dos jogos não realizados no returno da primeira fase, o Colorado obteve condições para participar da fase final do certame.
A média de público deste campeonato ficou em 3.543 pagantes e a maior arrecadação foi no Atletiba do primeiro turno, quando o Coritiba ganhou o jogo por 2x0. O duelo com a maior contagem de gols do certame ocorreu entre Atlético Paranaense e Pinheiros, resultando em 11 gols (9x2 para os atleticanos).
A última rodada da competição ocorreu em 12 de agosto de 1973 e apontou o Coritiba campeão estadual, consolidando a hegemonia alviverde dos últimos três campeonatos.

## Participantes
| Equipe                                       | Cidade           | Região                            | No ano anterior       | Estádio                              | Capacidade | Títulos             | Participações |
| -------------------------------------------- | ---------------- | --------------------------------- | --------------------- | ------------------------------------ | ---------- | ------------------- | ------------- |
| Coritiba Foot Ball Club                      | Curitiba         | Região Metropolitana de Curitiba  | Campeão               | Estádio Belfort Duarte               | 38.000     | 21 (último em 1972) | 51            |
| Clube Atlético Paranaense                    | Curitiba         | Região Metropolitana de Curitiba  | Vice Campeão          | Estádio Joaquim Américo              | --         | 11 (último em 1970) | 41            |
| Londrina Esporte Clube                       | Londrina         | Microrregião de Londrina          | Quarto Lugar          | Estádio do Café                      | 36.000     | 1 (1962)            | 4             |
| Maringá Esporte Clube                        | Maringá          | Microrregião de Maringá           | Oitavo Lugar          | Estádio Willie Davids                | 21.600     | 0 (não possui)      | 2             |
| União Bandeirante Futebol Clube              | Bandeirantes     | Microrregião de Cornélio Procópio | Sétimo Lugar          | Estádio Comendador Luís Meneghel     | 10.000     | 0 (não possui)      | 9             |
| Associação Pontagrossense de Desportos       | Ponta Grossa     | Microrregião de Ponta Grossa      | Sexto Lugar           | Estádio Germano Krüger               | 8.620      | 0 (não possui)      | 3             |
| Associação Esportiva e Recreativa Mourãoense | Campo Mourão     | Microrregião de Campo Mourão      | Décimo Quarto Lugar   | Estádio Municipal Roberto Brzezinski | 3.948      | 0 (não possui)      | 3             |
| Rio Branco Sport Club                        | Paranaguá        | Litoral Paranaense                | Décimo Primeiro Lugar | Estradinha                           | --         | 0 (não possui)      | 19            |
| Pinheiros                                    | Curitiba         | Região Metropolitana de Curitiba  | Quinto Lugar          | Estádio Érton Coelho de Queiroz      | 10.000     | 0 (não possui)      | 2             |
| Colorado Esporte Clube                       | Curitiba         | Região Metropolitana de Curitiba  | Terceiro Lugar        | Estádio Durival Britto e Silva       | 17.000     | 0 (não possui)      | 2             |
| Associação Atlética Iguaçu                   | União da Vitória | Microrregião de União da Vitória  | Nono Lugar            | Estádio Municipal Antiocho Pereira   | 12.000     | 0 (não possui)      | 2             |
| Umuarama Futebol Clube                       | Umuarama         | Microrregião de Umuarama          | Estreante             | Estádio Municipal Lúcio Pipino       | 3.000      | 0 (não possui)      | 1             |

## Classificação Final
| Pos. | Clube                                        | Cidade           |
| ---- | -------------------------------------------- | ---------------- |
| 1    | Coritiba Foot Ball Club                      | Curitiba         |
| 2    | Clube Atlético Paranaense                    | Curitiba         |
| 3    | Associação Pontagrossense de Desportos       | Ponta Grossa     |
| 4    | Colorado Esporte Clube                       | Curitiba         |
| 5    | Londrina Esporte Clube                       | Londrina         |
| 6    | União Bandeirante Futebol Clube              | Bandeirantes     |
| 7    | Maringá Esporte Clube                        | Maringá          |
| 8    | Associação Atlética Iguaçu                   | União da Vitória |
| 9    | Umuarama Futebol Clube                       | Umuarama         |
| 10   | EC Pinheiros                                 | Curitiba         |
| 11   | Rio Branco Sport Club                        | Paranaguá        |
| 12   | Associação Esportiva e Recreativa Mourãoense | Campo Mourão     |

## Regulamento
A 59° edição do Campeonato Paranaense de Futebol foi disputado por 12 equipes jogando entre si em turno e returno e contabilizando a pontuação no sistema “pontos corridos”. Ao final desta fase, sendo considerada a 1° fase do certame, os seis times com melhores pontuações passaram para a 2° fase. 
Nesta nova fase novamente estabeleceu-se que as seis equipes restantes disputassem jogos entre si e em turno e returno com pontos corridos. Ao final desta fase o time com melhor pontuação foi considerada campeã. 

## Finais
No sistema de pontos corridos, como foi determinado neste campeonato, não houve uma final propriamente dita, mas a segunda fase do certame, com as seis melhores agremiações, é considerada as finais do campeonato. Ao final desta fase o Coritiba conquistou o tri-campeonato (1971/72/73) e como no ano anterior o Atlético ficou com o vice-campeonato.

## Campeão
| Campeão Paranaense de 1973         |
| ---------------------------------- |
| Coritiba Foot Ball Club 22° Título |